# Bill Odenkirk
Bill Odenkirk est un scénariste, producteur et acteur américain né le 13 octobre 1965 à Naperville, Illinois (États-Unis).

## Filmographie

### Scénariste

#### Pourles Simpson
| Année | Titre                            | Titre original                             | Saison | Épisode | Réalisateur       |
| ----- | -------------------------------- | ------------------------------------------ | ------ | ------- | ----------------- |
| 2004  | Simpson Horror Show XV           | Treehouse of Horror XV                     | 16     | 1       | David Silverman   |
| 2005  | Le Bon, les Brutes et la Balance | The Seven-Beer Snitch                      | 16     | 14      | Matthew Nastuk    |
| 2006  | Parrain par intérim              | The Mook, the Chef, the Wife and Her Homer | 18     | 1       | Michael Marcantel |
| 2007  | Escroc à grande échelle          | Crook and Ladder                           | 18     | 19      | Lance Kramer      |
| 2008  | L'Échange                        | Double, Double, Boy in Trouble             | 20     | 3       | Michael Polcino   |
| 2010  | Million dollar ma biche          | Million Dollar Maybe                       | 21     | 11      | Chris Clements    |
| 2011  | L'Amour à couper le souffle      | Love Is a Many Strangled Thing             | 22     | 17      | Michael Polcino   |
| 2012  | Naître ou ne pas naître          | Adventures in Baby-Getting                 | 24     | 3       | Rob Oliver        |
| 2013  | Pinaise fiction                  | Pulpit Friction                            | 24     | 18      | Chris Clements    |
| 2014  | Super franchise-moi              | Super Franchise Me                         | 26     | 3       | Mark Kirkland     |
| 2016  | Souvenirs de Paris               | To Courier with Love                       | 27     | 20      | Timothy Bailey    |
| 2016  | Une journée particulière         | The Last Traction Hero                     | 28     | 9       | Bob Anderson      |
| 2017  | Grand-père, tu m'entends ?       | Grampy Can Ya Hear Me                      | 29     | 5       | Bob Anderson      |
| 2018  | Pardon et Regret                 | Forgive and Regret                         | 29     | 18      | Rob Oliver        |
| 2019  | La Grosse Ligne bleue            | The Fat Blue Line                          | 31     | 3       | Michael Polcino   |

#### Autre
- 1998 : Mr. Show and the Incredible, Fantastical News Report (TV)
- 1999 : Tenacious D (TV)
- 2001 : Futurama (TV)

### Producteur
- 1995 : Mr. Show with Bob and David (série télévisée)
- 1998 : Mr. Show and the Incredible, Fantastical News Report (TV)

### Acteur
- 2003 : Melvin Goes to Dinner : Seminar Door Guard